# Амалія Ассур
Амалія Ассур (швед. Amalia Assur; нар. 8 червня 1803 - пом. 1889) — перша жінка-стоматолог у Швеції.

## Біографія
Амалія Ассур народилася в Стокгольмі в родині єврейського стоматолога Джоеля Ассура (1753-1837), стоматолога королівської родини, якого називали одним із перших освічених стоматологів у Швеції, та Естер Мойсей Хайлбут. Її брат Джеймс Ассур також став стоматологом. Амалія Ассур ніколи не виходила заміж. Навчалась у свого батька стоматології і рано почала працювати асистенткою.
Як помічник стоматолога, її посада була неформальною, і про Ассур врешті-решт було повідомлено владі про те, що вона займається без ліцензії. У 1852 р. вона отримала спеціальний дозвіл від Королівської ради охорони здоров'я для самостійної практики в якості стоматолога. Дозвіл був особистим розподілом, оскільки професія стоматолога була формально заборонена для жінок, і тому вона була особливим винятком, оскільки професія все ще була заборонена для жінок. Вона активно працювала в Стокгольмі.
У 1861 р. професія стоматолога була офіційно відкрита для жінок. Першою жінкою, яка отримала дозвіл на заняття після того, як професія стоматолога була відкрита для жінок, була Розалі Фугельберг.